# Tomáš Malatinský
Tomáš Malatinský (* 14. März 1959 in Bratislava) ist ein slowakischer Politiker.

## Leben
Malatinský studierte an der Fakultät für Bauingenieurwesen der Slowakischen Technischen Universität Bratislava. Er arbeitete in führenden Positionen der slowakischen und tschechischen Energetik. Von 2004 bis 2012 war er der Vorsitzende der Vereinigung der Vereine und Verbände der Beschäftigungsgeber in der Slowakei. Malatinský war von April 2012 bis Juli 2014 parteiloser Wirtschaftsminister in der zweiten Fico-Regierung, die nach den Wahlen von 2012 gebildet wurde.
Tomáš Malatinský ist verheiratet und hat zwei Kinder und zwei Enkel.